# William Reais
William Reais, né le 4 mai 1999 à Coire, est un athlète suisse spécialiste du 200 mètres.

## Biographie
En 2021, il remporte la médaille d'or du 200 mètres aux championnats d'Europe espoirs de 2021, à Tallinn.

## Palmarès

### International
| Date | Compétition                   | Lieu    | Résultat | Épreuve   | Temps   |
| ---- | ----------------------------- | ------- | -------- | --------- | ------- |
| 2021 | Championnats d'Europe espoirs | Tallinn | 1er      | 200 m     | 20 s 47 |
| 2022 | Championnats d'Europe         | Munich  | 5e       | 4 × 100 m | 38 s 36 |
| 2024 | Championnats d'Europe         | Rome    | 3e       | 200 m     | 20 s 47 |

### National
- Championnats de Suisse d'athlétisme :
  - 200 m : vainqueur en 2020, 2022 et 2023
- Championnats de Suisse d'athlétisme en salle :
  - 200 m : vainqueur en 2018, 2019, 2020 et 2021

## Records
| Épreuve | Marque  | Lieu | Date              |
| ------- | ------- | ---- | ----------------- |
| 200 m   | 20 s 24 | Bâle | 12 septembre 2020 |